# Serie SDS Sigma

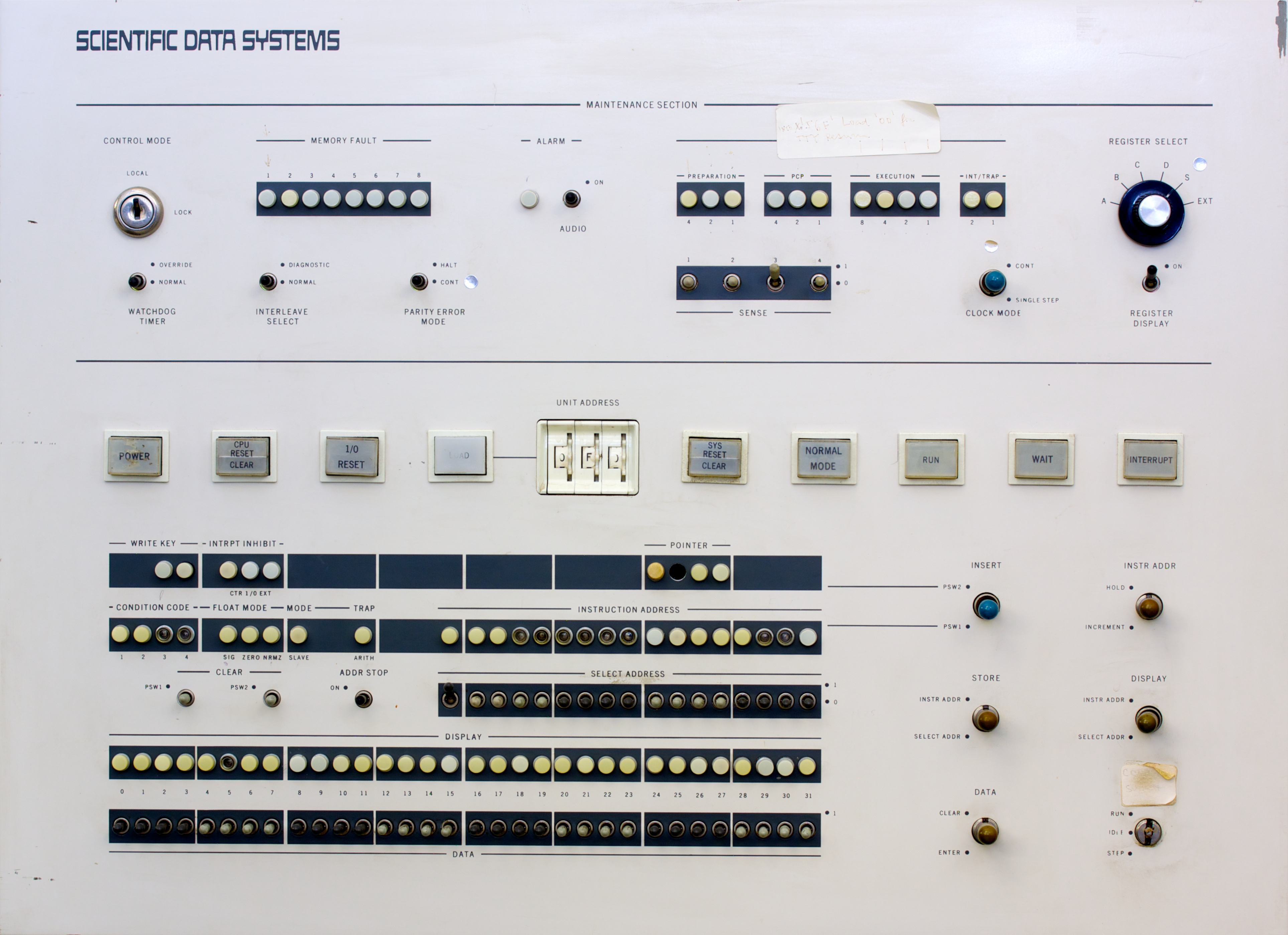
Panel frontal de control del SDS Sigma 5.

La Serie Sigma SDS fue una serie de ordenadores introducidos al mercado por Scientific Data Systems en 1966. Las primeras máquinas de la serie fueron Sigma 2 de 16 bits y Sigma 7 de 32 bits, siendo esta última la primera máquina de 32 bits lanzada por SDS. En su momento el único competidor de Sigma 7 era IBM 360.
El incremento de memoria para todos los SDS/XDS7/Xerox estaba establecido en palabras, no en kilobytes. Por ejemplo, la memoria principal de la Sigma 5 eran 16 kilo palabras, palabras de 32 bits que equivalían a 64 kb). La capacidad máxima de memoria estaba limitada por el tamaño del campo de direccionamiento de 17 bits, que permitía direccionar hasta 128 kilo palabras (512 kilobyte). Aunque este tamaño de memoria hoy en día pueda parecer insignificante respecto a la tecnología actual, los sistemas Sigma desempeñaron su tarea increíblemente bien, y pocos usaron o necesitaron el máximo de la memoria, de 128 kilo palabras.
La Sigma 7 fue descontinuada en 1970 cuando Xerox, que compró SDS en 1969, se retiró del mercado de los mainframes.

## Modelos

### 32 bits
| Modelo           | Fecha     | Coma flotante | Decimal  | Cadena de bytes | Mapa de memoria | Memoria máxima (kpalabras) |
| ---------------- | --------- | ------------- | -------- | --------------- | --------------- | -------------------------- |
| Sigma 7          | 1966      | opcional      | opcional | estándar        | opcional        | 128                        |
| Sigma 5          | 1967      | opcional      |          |                 |                 | 128                        |
| Sigma 6          | 1970      | opcional      | estándar | estándar        | estándar        | 128                        |
| Sigma 9          | 1971      | estándar      | estándar | estándar        | estándar        | 512                        |
| Sigma 8          | 1972      | estándar      |          |                 |                 | 128                        |
| Sigma 9 modelo 2 | 1971-1973 | estándar      | estándar | estándar        | estándar        | 256                        |
| Sigma 9 modelo 3 | 1973      | estándar      |          |                 | estándar        | 512                        |

### 16 bits
| Modelo  | Fecha | Memoria máx. (kpalabras) |
| ------- | ----- | ------------------------ |
| Sigma 2 | 1964  | 64                       |
| Sigma 3 | 1966  | 64                       |

## Formato de las instrucciones
El formato para las instrucciones de referencia de memoria en los sistemas Sygma de 32 bits es el siguiente:
```
    +-+--------------+--------+------+---------------------------+
    |*|   Op Code    |   R    |  X   |   Dirección de referencia |
    +-+--------------+--------+------+---------------------------+
bit  0 1            7 8      1 1    1 1                         3
                             1 2    4 5                         1
 
Bit   0   indica dirección indirecta.
Bits  1-7   contiene el código de operación (opcode).
Bits  8-11  codifica un registro de operando (0:15).
Bits 12-14  codifica un índice de registro (1:7). 0 indica sin índice.
Bits 16-31  codifica la dirección de una palabra de la memoria.

```

Para el Sigma 9, cuando la extensión de memoria real está activada, el campo de dirección de referencia es interpretado en forma diferente, dependiendo de si el bit de orden superior es 0 o 1:
```
    +-+--------------+--------+------+-+-------------------------+
    | |              |        |      |0| Dirección en el primer  |
    | |              |        |      | | bloque de 64K palabras  |
    |*|   Op Code    |   R    |  X   +-+-------------------------+ 
    | |              |        |      |1| 16 bits de dirección    |
    | |              |        |      | | inferiores              |
    +-+--------------+--------+------+-+-------------------------+
bit  0 1            7 8      1 1    1 1 1                       3
                             1 2    4 5 6                       1

```

Si el bit de orden superior es 0, los 16 bits inferiores de la dirección hacen referencia a una localización de las primeras 64 Palabras de la memoria principal; si el bit de orden superior es el 1, los 16 bits inferiores de la dirección hacen referencia a una dirección en un bloque de 64 palabras que se especifica por la Extensión de Dirección (Extension Address) en los bits 42-47 del Programa de Estado de Doble Palabra, concatenando esta última con los 16 bits inferiores de la dirección de referencia para formar la dirección física.

## Características

### CPU
Los sistemas Sigma proporcionaban un rango de rendimiento de aproximadamente el doble del más lento, el Sigma 5, al más rápido, el Sigma 9 modelo 3. Por ejemplo, los sistemas de 32 bits de coma fija multiplicaban en rangos de 3,8 a 7,2 microsegundos, y los sistemas de 64 bits de coma flotante tenían un rango variable de 17,4 a 30,5 microsegundos.
La mayoría de los sistemas Sigma incluían 2 o más bloques de 16 registros de uso general. El intercambio de bloques se llevaba a cabo con una sola instrucción LPSD, que generaba un contexto de cambio rápido ya que los registros no tenían que ser guardados ni restablecidos.

### Memoria
La memoria en los sistemas sigma podía ser indexado como bytes individuales, medias palabras, palabras, o dobles palabras. Todos los sistemas Sigma excepto el Sigma 5 y el Sygma 8 usaban un mapa de memoria para implementar la memoria virtual. La siguiente descripción se aplica al Sigma 9; algunos otros modelos tenían diferencias mínimas.
La dirección virtual efectiva de una palabra tenía 17 bits. Las direcciones virtuales de 0 a 15 estaban reservadas para hacer referenciar al correspondiente registro de propósito general y no estaban mapeadas. De otra manera, en modo de memoria virtual los 8 bits de mayor orden de esta dirección, llamado número de página virtual, fueron usados como índice de una matriz de 256 registros de mapa de memoria de 13 bits. Los 13 bits del mapa de memoria más los 9 bits remanentes de la dirección virtual formaban la dirección usada para acceder a la memoria real.
La restricción de acceso estaba implementada usando una matriz separada de 256 códigos de control de acceso de 2 bits, una por página virtual (512 palabras), indicando una combinación de leer/escribir/ejecutar o sin acceso a esa página.
Independientemente, una matriz de 256 registros de control de acceso de 2 bits para las primeras 128 Palabras de memoria real funcionaban como un sistema de “cerradura y llave” junto con dos bits en la Doble Palabra de Estado del Programa (PSD). El sistema permitía a las páginas que fueran marcadas como «desbloqueadas», o a la llave para que fuera una «llave maestra». De lo contrario la llave en el PSD tenía que coincidir con la cerradura en el registro de acceso con el fin de hacer referencia a la página de memoria.

### Periféricos
La entrada/salida se implementó usando una unidad de control llamada OIP (Input Output Processor, procesador de entrada y salida). Un OIP proporcionaba una ruta de datos de 8 bits desde y hacia la memoria. Los sistemas soportaban hasta 8 IOP, cada uno de los cuales podía conectar hasta 32 controladores de dispositivos.
El IOP podía ser tanto un selector de procesador (SIOP) o un multiplexor (MIOP). El SIOP proporcionaba una velocidad de datos de hasta 1,5 Megabytes por segundo (Mbps), pero solo permitía que se activara un dispositivo al mismo tiempo. El PIOM, destinado a controlar los apoyar los periféricos de baja velocidad, permite un máximo de 32 dispositivos para poder ser activados en cualquier momento, pero solo daba una tasa de transferencia de 0,3 Mbps.

### Almacenamiento de masa
El principal dispositivo de almacenamiento de masa, conocido como RAD (Disco de Acceso Aleatorio), contenía 512 cabezas fijas y un disco grande (de aproximadamente 600 mm) montado verticalmente que giraba a una velocidad relativamente baja. Debido al conjunto de cabezales fijos, el acceso era bastante rápido. Las capacidades iban de 1,6 a 6 megabytes y se utilizaban para almacenamiento temporal. Discos multiplato de gran capacidad se usaban para el almacenamiento permanente.
| Dispositivo | Tipo de dispositivo | Capacidad (Mb)           | Tiempo de búsqueda medio | Retraso de rotación media | Tasa de transferencia media (Kb/seg) |
| ----------- | ------------------- | ------------------------ | ------------------------ | ------------------------- | ------------------------------------ |
| 3214        | RAD                 | 2,75                     |                          | 8,5                       | 647                                  |
| 7202        | RAD                 | 0,7                      |                          | 17                        | 166                                  |
| 7203        | RAD                 | 1,4                      |                          | 17                        | 166                                  |
| 7204        | RAD                 | 2,8                      |                          | 17                        | 166                                  |
| 7232        | RAD                 | 6,0                      |                          | 17                        | 355                                  |
| 3231        | cartucho de disco   | 2,4 desmontable          | 38                       | 12,5                      | 246                                  |
| 3232        | cartucho de disco   | 4,9 desmontable          | 38                       | 12,5                      | 246                                  |
| 3233        | cartucho de disco   | 4,9 fijo 4,9 desmontable | 38                       | 12,5                      | 246                                  |
| 3242        | cartucho de disco   | 5,7 desmontable          | 38                       | 12,5                      | 286                                  |
| 3243        | cartucho de disco   | 5,7 fijo 5.7 desmontable | 38                       | 12,5                      | 286                                  |
| 7251        | cartucho de disco   | 2,3 desmontable          | 38                       | 12,5                      | 225                                  |
| 7252        | cartucho de disco   | 2,3 fijo 2.3 desmontable | 38                       | 12,5                      | 225                                  |
| 3277        | disco desmontable   | 95                       | 30                       | 8,3                       | 787                                  |
| 7271        | disco desmontable   | 46,8                     | 35                       | 12,5                      | 245                                  |

### Comunicaciones
La sigma 7611 Subsistema de comunicación orientado a carácter (COC) soportaba de 1 a 7 unidades de interfaz de línea (LIU). Cada LIU puede tener de 1 a 8 interfaces de línea con capacidad de operar en simplex, half-duplex, o full-duplex. El (COC) fue diseñado para transmisiones de baja a media velocidad de datos orientados a caracteres.

### Sistema de unidad de control
La unidad de control de sistema (SCU) fue un «procesador de datos micro programable» que hacían de interfaz con la CPU de la sigma y a los periféricos y dispositivos analógicos y a muchos tipos de protocolos en línea. El SCU ejecuta microinstrucciones con 32 bits de longitud de palabra. Un ensamblador en cruz que se ejecuta en un sistema sigma puede ser utilizado para crear microprogramas para la SCU.

### Carnegie Mellon Sigma 5
El Sistema Sigma 5, que era propiedad de la universidad Carnegie Mellon, fue donado al museo de historia de la computación en 2002. El sistema consistía en 5 cabinas de tamaño completo con monitor, panel de control y una impresora; posiblemente es el único superviviente Sigma 5 que siga en funcionamiento. El Sigma 5 se vendió por US$300 000 (equivalente a $2 741 317 en 2023) con 16 kilo palabras de acceso aleatorio con un núcleo de memoria magnética con una actualización de memoria opcional de 32 kilo palabras por US$50 000 (equivalente a $456 886 en 2023). El disco duro tenía una capacidad de 3 megabytes.

## Sistemas Operativos

### Software 32 bits
Los sistemas 5 y 8 de sigma carecían de función de mapa de memoria. La sigma 5 fue apoyada por el control básico de monitor (BCM) y el monitor de procesamiento por lotes (BPM). El Sigma 8 podría funcionar en tiempo real (RBM) también el BPM/BTM. En los modelos restantes inicialmente se ejecutaba de procesamiento por lotes (BPM), posteriormente se amplió con una opción de tiempo compartido (BTM) el sistema combinado se refiere por lo general como BPM/BTM, el sistema universal de tiempo compartido (UTS) se hizo disponible en 1971, mejorando la capacidad de las aplicaciones. Una mejora del (UTS) se hizo disponible en 1973 la (CP-V) Control de programa de V, e incluía procesamiento en tiempo real, procesamiento por lotes, y proceso de transacción.
Un sistema operativo en tiempo real y control de programa en tiempo real (CP-R) también estaba disponible para la sigma 9. El sistema operativo de Xerox pretendía ser un reemplazo del DOS de IBM también funcionaba en la sigma 6/7/9 pero realmente nunca fue tan popular.

### Software 16 bits
El (BCM) monitor de control básico de la sigma 2 y la sigma 3 proporcionaba una ¨completa capacidad con tiempo real con una funcionalidad para el procesamiento por lotes en segundo plano.